# Брат героя
«Брат героя» — радянський дитячий чорно-білий художній фільм 1940 року за мотивами повісті «Черемиш — брат героя» Льва Кассіля.

## Сюжет
Новенький в дитбудинку п'ятикласник-сирота Гешка Черемиш завжди мріяв про старшого брата-героя. Дізнавшись з газет про свого знаменитого однофамільця — льотчика-героя Климентія Черемиша, він говорить своїм однокласникам, що це його брат. Однокласники його поважають, але й Геші доводиться відповідати «брату» — добре вчитися і досягати успіхів у спорті, він стає капітаном хокейної команди. Але тут трапляється непередбачене: Климентій Черемиш приїжджає в місто. Щоб не зустрічатися з «братом» Геша не з'являється на важливий матч, а спостерігає потайки. Так трапиться, що він сам зробить геройський вчинок і спочатку недосяжний Климентій стане йому «за брата».

## У ролях
- Лев Мирський —  Геша Черемиш
- Микола Крючков —  Климентій Черемиш
- Петро Леонтьєв —  Кирило Степанович, директор школи
- Єлизавета Найдьонова —  Євдокія Власівна
- Михайло Трояновський —  дід-сторож
- Володимир Колчин —  Петя
- Олександр Тімонтаєв —  Плінтусов-старший
- Лідія Драновська —  Аня Баратова
- Дагмара Дерінгер —  Рита
- Анатолій Ігнатьєв —  Федя-плінтус
- Б. Шигін —  Сбруєв
- Б. Цу-Юн-Хан —  Званцев

## Знімальна група
- Сценарій — Лев Кассіль
- Режисер — Георгій Васильчук
- Оператор — Іван Малов
- Художник — Микола Валеріанов
- Композитор — Анатолій Лєпін
- Звукооператор — Вартан Єрамишев
- Текст пісень — Михайло Свєтлов
- Директор — А. Панчук
- Художній керівник — Марк Донськой